# راف کاسل فورت
راف کاسل فورت (به انگلیسی: Rough Castle Fort) یکی از استحکامات امپراتوری روم در دیوار آنتونین در بریتانیا بوده‌است.
راف کاسل فورت در ۲ کیلومتری جنوب شرقی بانی‌بریج نزدیک تامفورهیل در شهرستان فالکرک اسکاتلند قرار دارد. مالک این اثر تاریخی نشنال تراست اسکاتلند است.

## بافتار
دیوار آنتونین حدود سال ۱۴۳ میلادی ساخته شد. مکان دقیق دو سر دیوار آنتونین برای سال‌ها ناشناخته بود.
در سر شرقی، کاریدن در نزدیکی بونس بر روی رود فورث (اسکاتلند) یک مکان احتمالی برای انتهای دیوار است و در سر غربی، اولد کیلپتریک بر روی رود کلاید. بااین‌حال استحکاماتی هم در بیشاپتون، رنفروشر در غرب اولد کیلپتریک وجود داشته‌است.

## ساختمان
امروزه راف کاسل فورت سالم‌ترین قلعه باقی مانده از دیوار آنتونین است.
دور این این قلعه، که در جبههٔ جنوبی دیوار ساخته شده، خاکریز دفاعی از جنس چمن به ضخامت ۶ متر ساخته شده بود و به دور این خاکریز خندق‌هایی دفن شده بود. در شمال قلعه، دروازه‌ای ساخته شده بود که امکان دسترسی به آنسوی دیوار هادریان را فراهم می‌کرد و در سه طرف دیگر قلعه هم دروازه‌هایی ورودی وجود داشت.
میان‌گذری هم بین خندق اصلی آنتونین و خندق‌های دفاعی ثانویه ساخته شده بود که دسترسی به قلعه را تسهیل می‌کرد.
راف کاسل فورت دومین قلعه کوچک دیوار هادریان بود و حدود ۴٫۰۰۰ متر مربع مساحت داشت. در داخل قلعه چندین بنای کوچک سنگی ساخته شده بود که شامل خانهٔ فرمانده، سربازخانه، ستاد، حمام عمومی و انبار غله می‌شود.
از این ساختمان‌ها امروزه تنها شالوده‌ای باقی مانده‌است که در کاوش‌هایی در سال‌های ۱۹۰۲–۰۳, ۱۹۳۲ و ۱۹۵۷–۶۱ کشف شده‌اند.

## نگارخانه

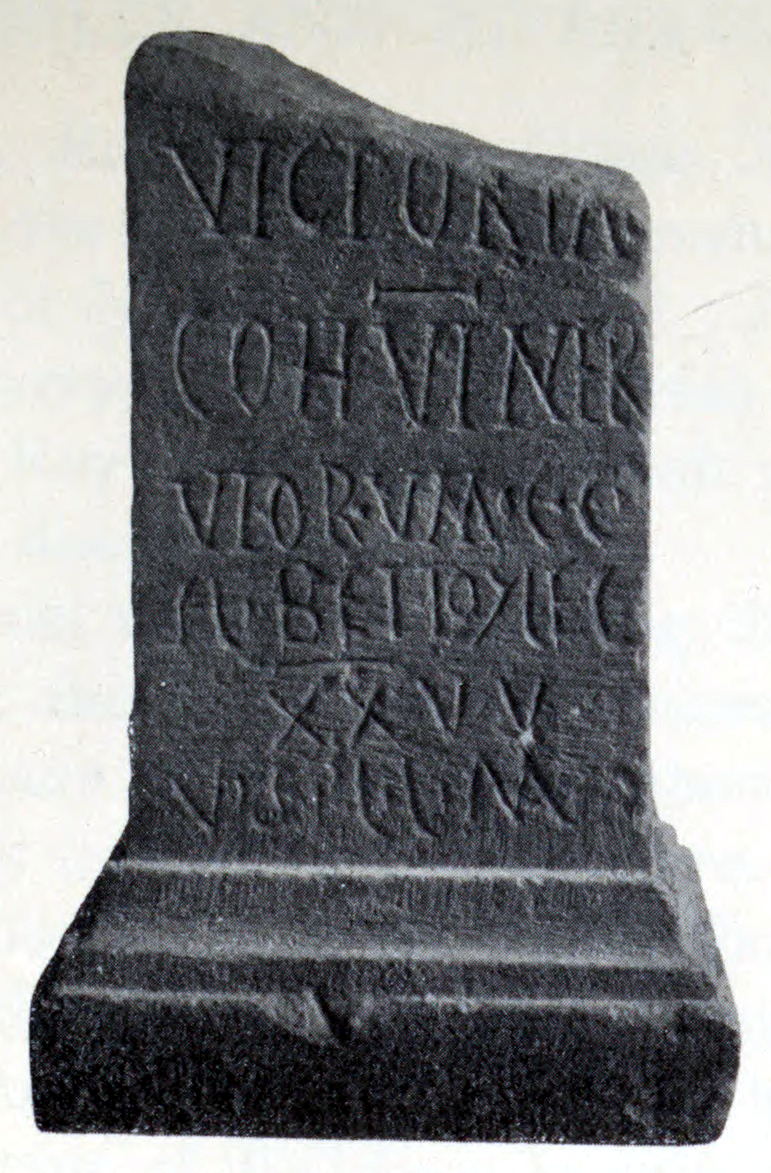
ستون به شکرانه پیروزی.
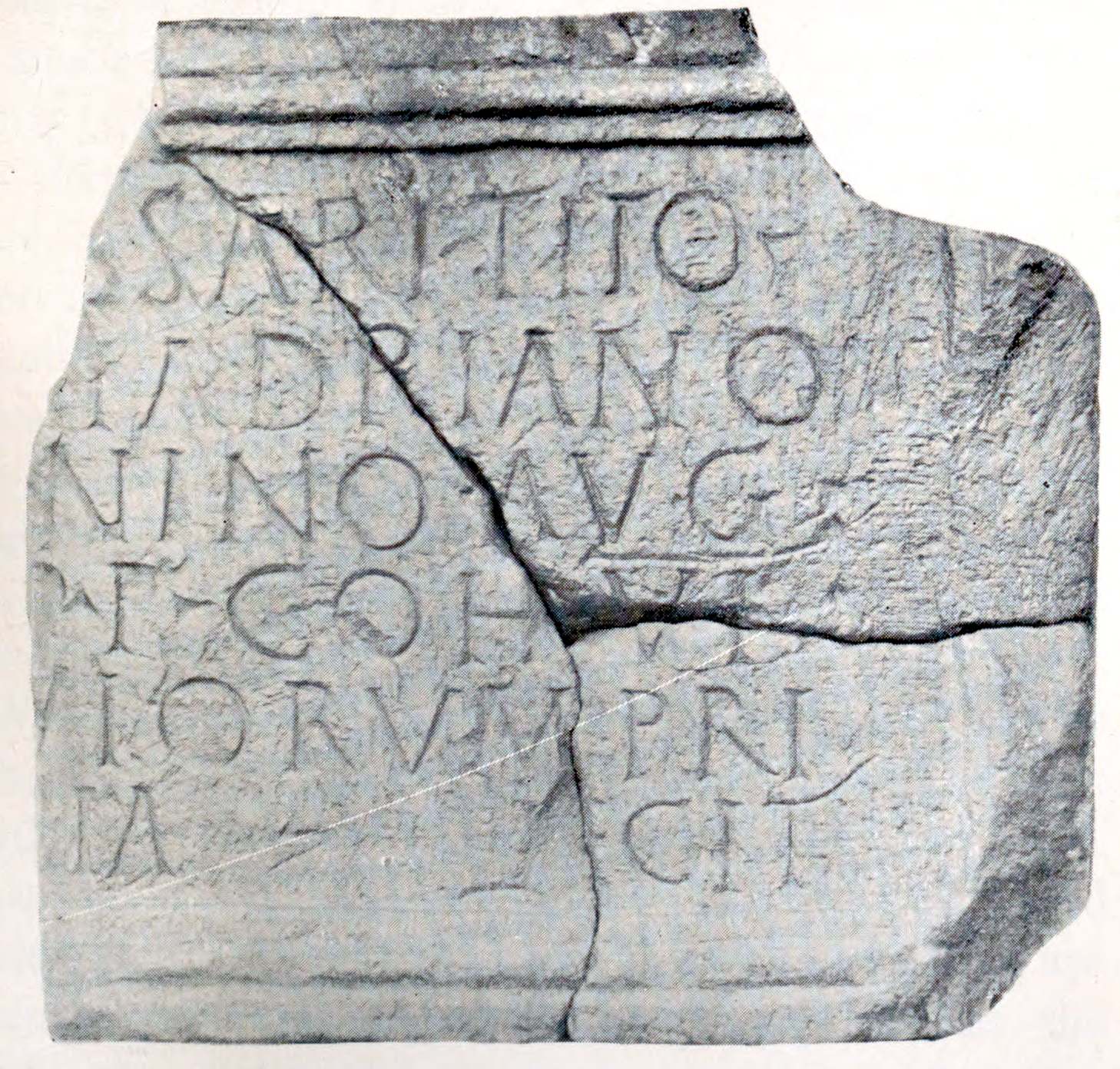
لوحه‌ای تقدیم شده به امپراتور آنتونیوس پیوس.
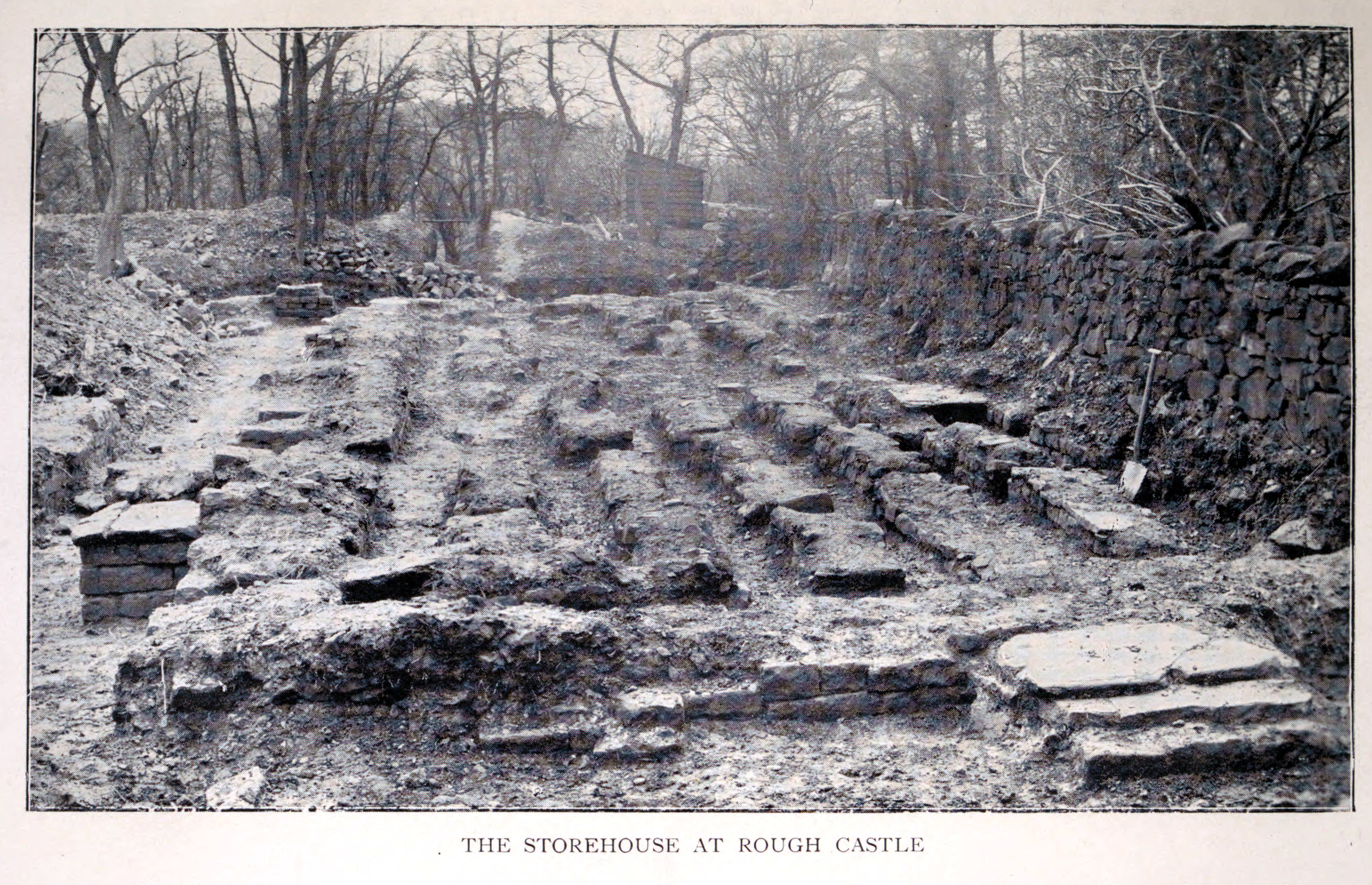
انبار غلات
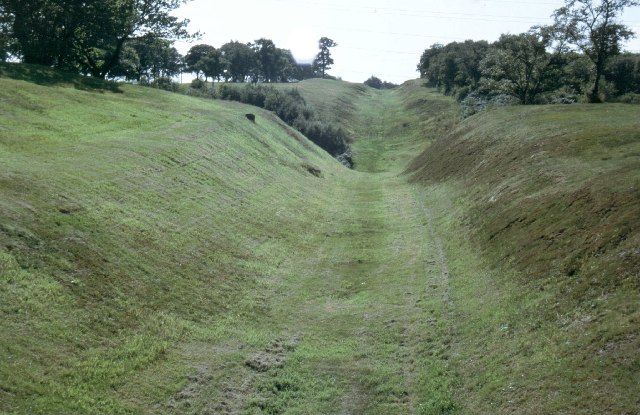
بخشی از دیوار آنتونین در غرب این قلعه.
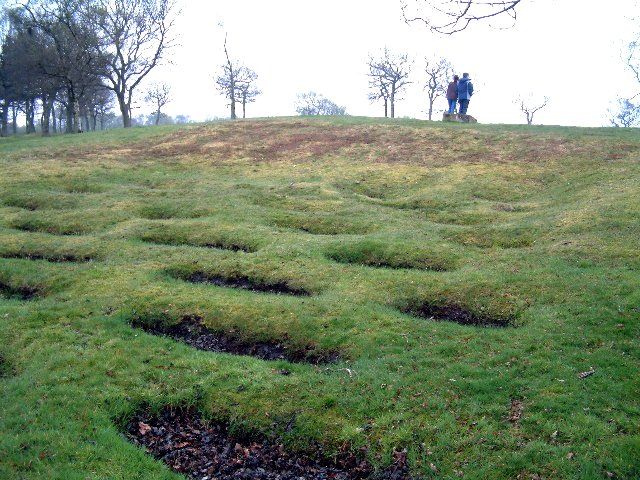
شمال غربی قلعه
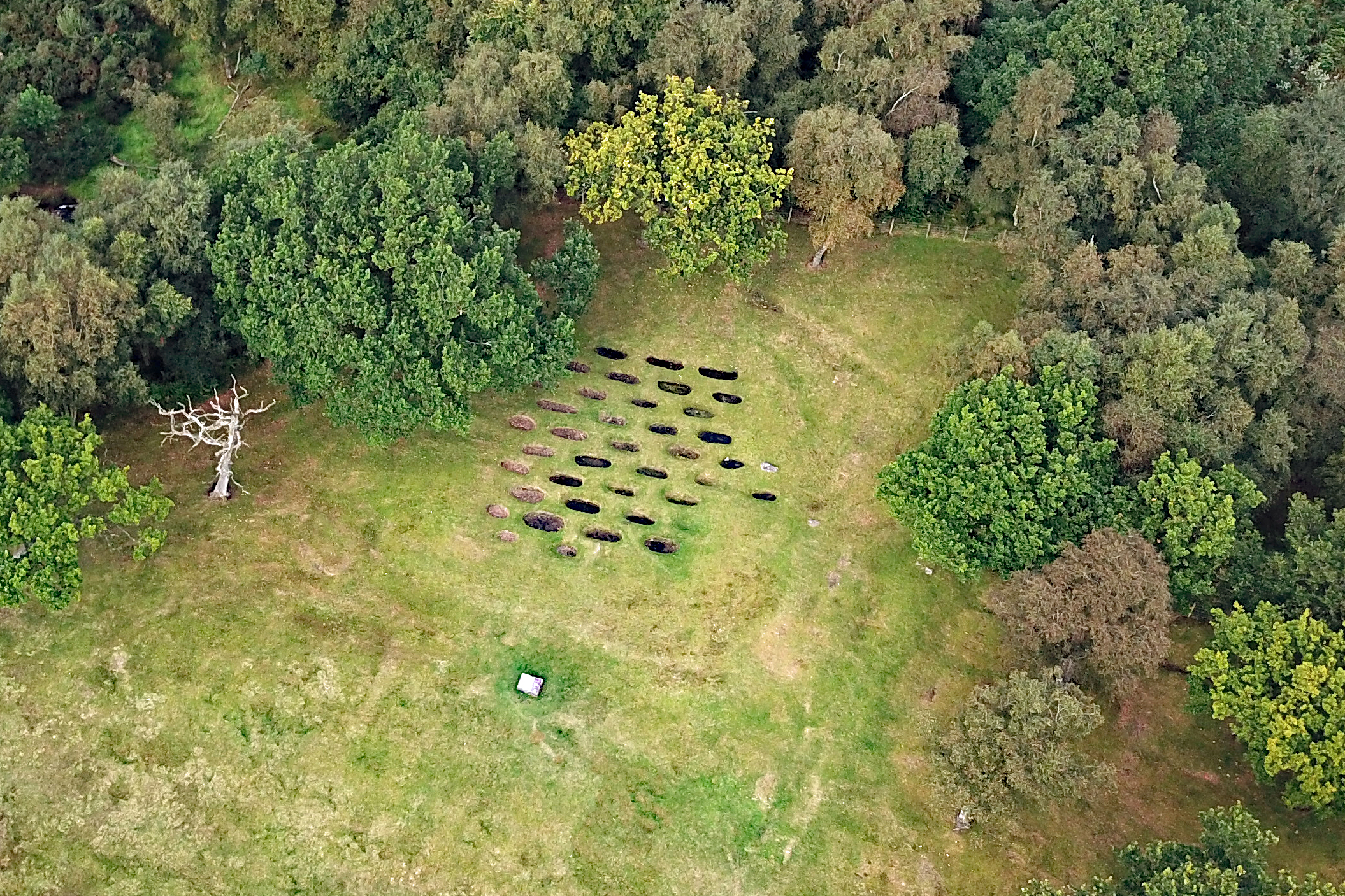
لیلیاس از دید پرنده
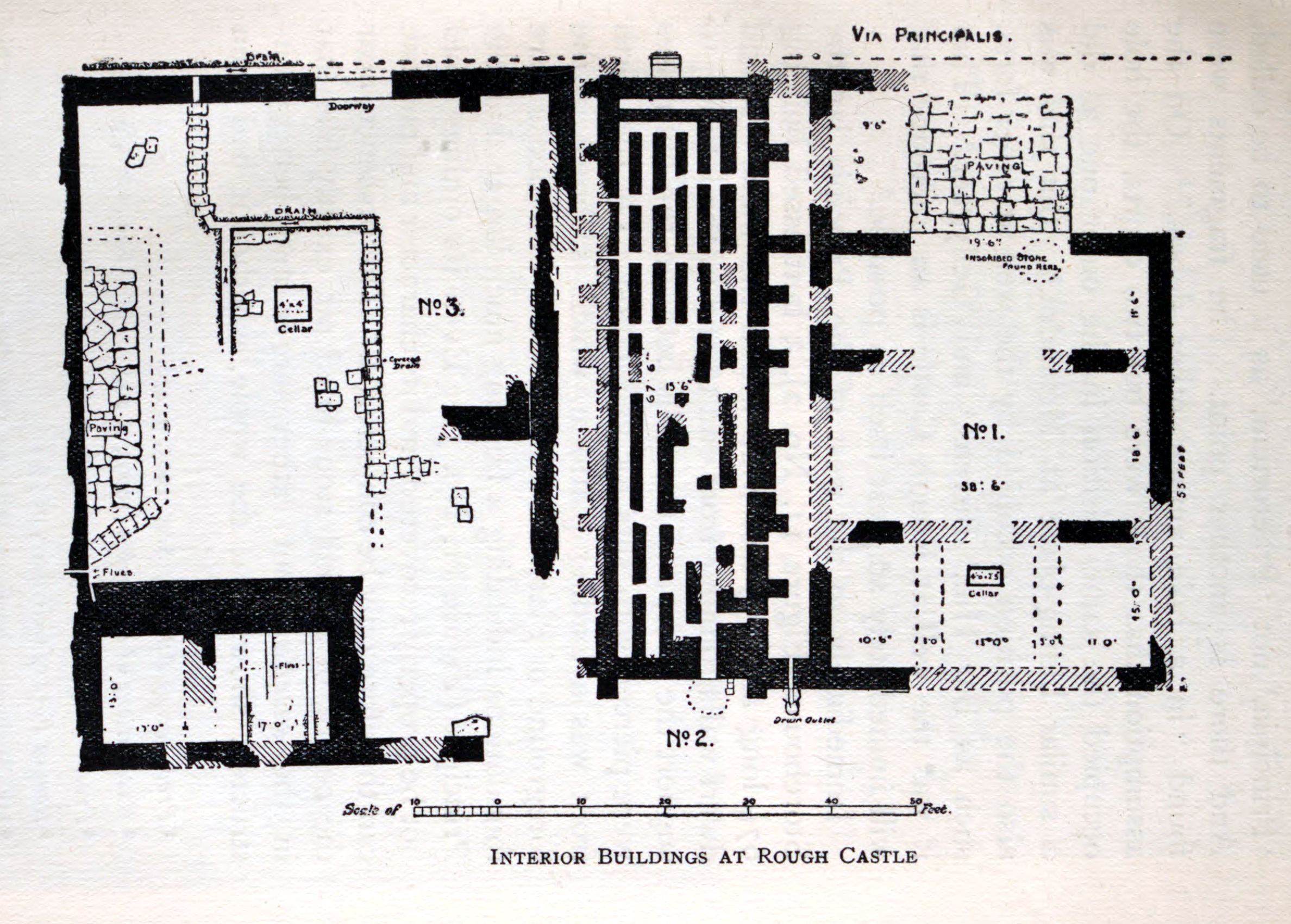
نقشهٔ از راف کاسل فورت.
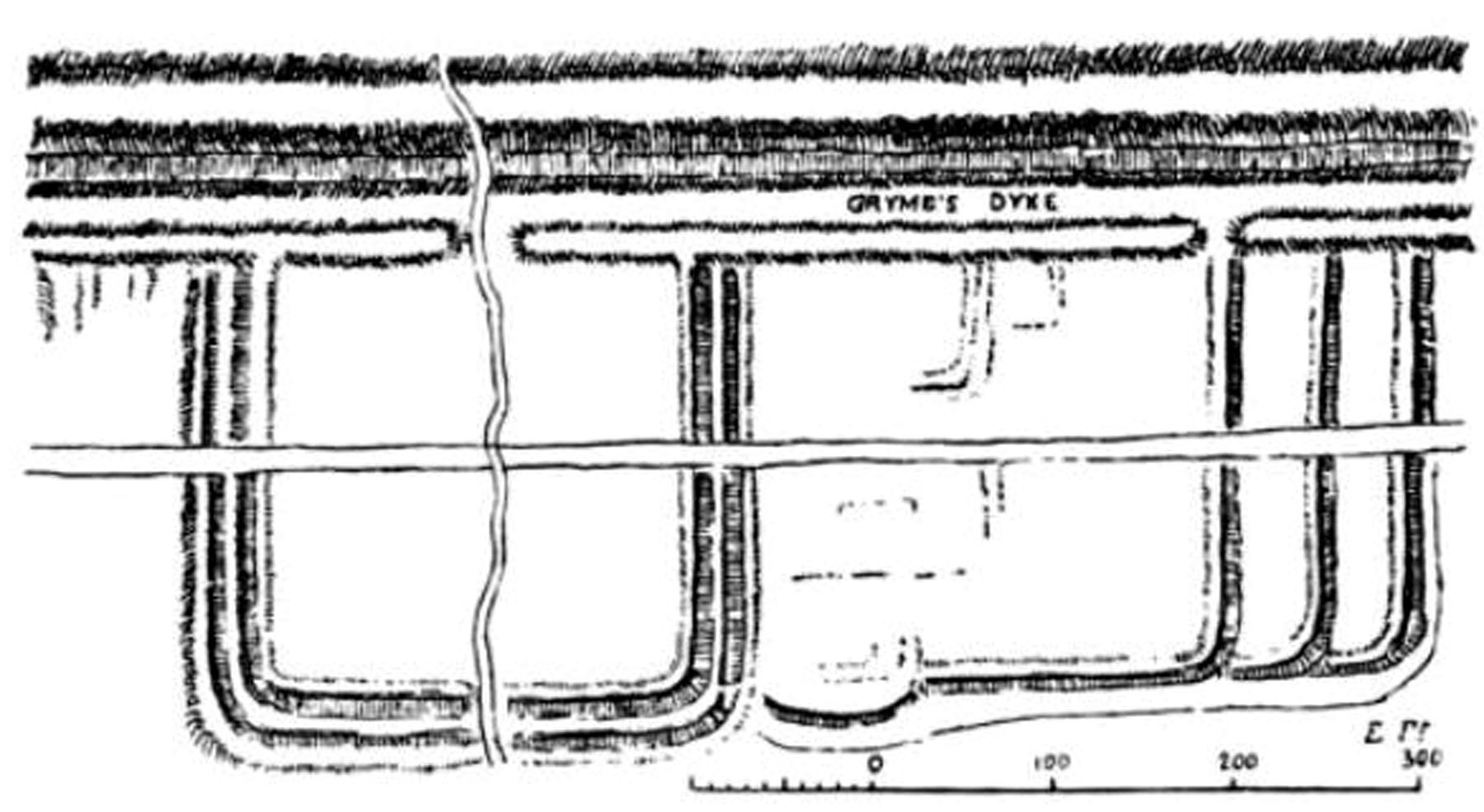
نقشه‌ای از راف کاسل در 1755

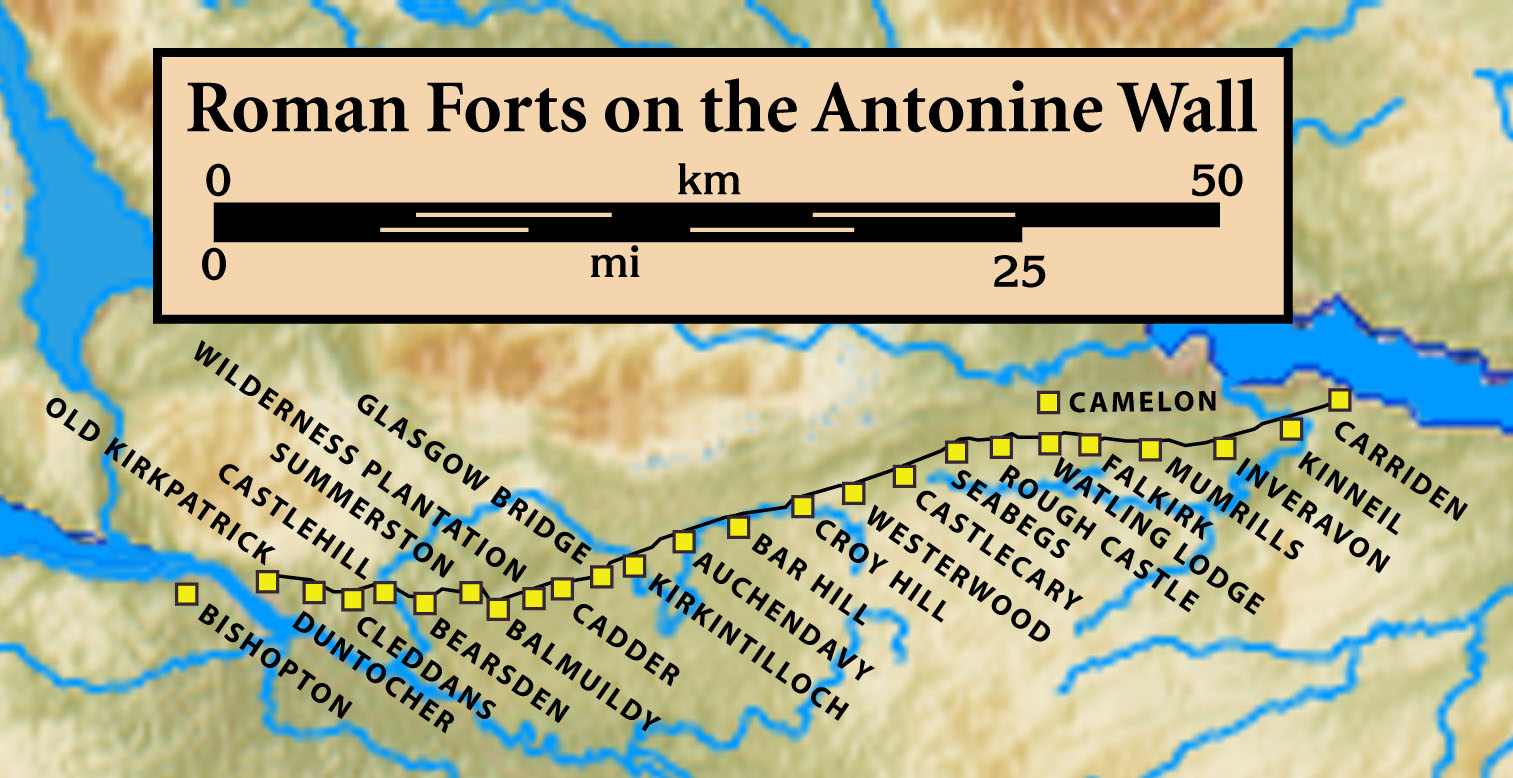
قلاع مرتبط با دیوار آنتونین از غر ب به شرق: بیشاپتون، رنفروشر, اولد کیلپتریک, Duntocher, Cleddans, Castlehill, برزدن, Summerston, Balmuildy, Wilderness Plantation, Cadder, Glasgow Bridge, کرکینتیلف, Auchendavy, Bar Hill, Croy Hill, Westerwood, Castlecary, Seabegs, راف کاسل فورت, کیملن, Watling Lodge, فالکرک, Mumrills, Inveravon, خانه کینیل, Carriden